# BD+49°828
BD+49°828 — звезда, которая находится в созвездии Персей на расстоянии около 147,7 светового года от Солнца. Вокруг звезды обращается как минимум одна планета.

## Характеристики
BD+49°828 представляет собой оранжевого гиганта 9,38 видимой звёздной величины, невидимого невооружённым глазом. Впервые упоминается в звёздном каталоге Bonner Durchmusterung (BD), составленном под руководством немецкого астронома Фридриха Аргеландера в 50—60-х годах XIX века. Масса и радиус звезды равны 1,52 и 7,6 солнечных соответственно. Светимость звезды равна 1,47 солнечной. Температура поверхности BD+49°828 составляет около 4943 кельвинов. Возраст звезды оценивается приблизительно в 9,37 миллиарда лет.

## Планетная система
В 2015 году было объявлено об открытии планеты BD+49°828 b в системе. Она представляет собой газового гиганта, похожего на Юпитер, только превосходящий его по массе в 1,6 раза. Орбита планеты расположена на расстоянии 4,2 а.е. от родительской звезды. Год на ней длится 2590 суток. Открытие планеты было совершено методом доплеровской спектроскопии.